# Catopsis floribunda
Espèce
Synonymes
- Pogospermum floribundum Brongn.

Catopsis floribunda est une espèce de plantes à fleurs de la famille des Bromeliaceae, présente dans les zones tropicales de l'Amérique du Nord à l'Amérique du Sud et dans la Caraïbe.

## Synonymes
- Pogospermum floribundum Brongn.

## Distribution
L'espèce est présente en Amérique du Nord : États-Unis (Floride), Mexique (Oaxaca) et Honduras ; dans la Caraïbe : Bahamas, Cuba, République dominicaine, Jamaïque, Porto Rico ; et en Amérique du Sud, notamment au Venezuela.

## Description
L'espèce est épiphyte.